# New Edition
New Edition fue una agrupación masculina estadounidense de R&B, que se formó en Boston, Massachusetts en 1978 y fue muy popular durante la década de 1980. Se podría decir que fueron los iniciadores del boy band, movimiento de los años 1980 y 1990 que marcó el camino para grupos como New Kids on the Block y Backstreet Boys.
En la cúspide de su popularidad a principios de 1983, el grupo estaba formado por Ronnie DeVoe, Bobby Brown, Ricky Bell, Michael Bivins y Ralph Tresvant, teniendo como vocalista principal a Ralph Tresvant. Entre sus primeros éxitos se incluyen canciones como Candy Girl (1983), Cool It Now y Mr. Telephone man (1984).
Brown dejó la banda a finales de 1985 para emprender una exitosa carrera como solista. El grupo continuó por un tiempo con cuatro miembros, pero finalmente reclutaron al cantante Johnny Gill para grabar su álbum de 1987 Heart Break. El grupo se tomó un descanso en 1990, mientras que los distintos miembros trabajaron en proyectos paralelos como solistas o en otros grupos como Bell Biv Devoe, con relativo éxito.
Los seis miembros del grupo se reunieron en el período 1996-1997 para el álbum "De nuevo en casa", pero durante la gira Brown y Bivins decidieron salir del grupo, y tuvo que ser cancelada. Varias reuniones se han producido desde entonces, por lo general con la alineación de 1987-1990, aunque a veces también incluyendo Bobby Brown. Su último disco de estudio fue producido en el 2004, One Love. A partir del 2010, los rumores de un nuevo álbum de estudio se han difundido de vez en cuando, pero ninguno de estos se ha materializado como una realidad concreta.